# Nébias
Nébias är en kommun i departementet Aude i regionen Occitanien  i södra Frankrike. Kommunen ligger  i kantonen Quillan som ligger i arrondissementet Limoux. År 2022 hade Nébias 257 invånare.

## Befolkningsutveckling
Antalet invånare i kommunen Nébias
Referens: INSEE